# Pounurivier (Muonio)
Pounurivier (Zweeds – Fins: Pounujoki) is een rivier annex beek, die stroomt in de Zweedse  gemeente Kiruna. De rivier verzorgt de afwatering van een moeras in haar eigen vallei. De circa 13  kilometer lange rivier mondt uit in de Kaarerivier. Onderweg heet ze ook wel Harririvier (Harrikjoki).
Afwatering: Pounurivier → Kaarerivier →   Muonio → Torne → Botnische Golf